# Cố Luân Thuần Hi Công chúa
Cố Luân Thuần Hi Công chúa (giản thể: 固伦纯禧公主; phồn thể: 固倫純禧公主, 28 tháng 10 năm 1671 – 7 tháng 12 năm 1741) vốn là một tông nữ của nhà Thanh, về sau trở thành con gái nuôi của Khang Hi Đế mà được phong làm công chúa. Từ nhỏ bà đã được nuôi dưỡng trong cung, thường được xưng là Đại Công chúa.

## Cuộc sống
Cố Luân Thuần Hi Công chúa sinh vào ngày 28 tháng 10 (âm lịch) năm Khang Hi thứ 10 (1671), là trưởng nữ của Cung Thân vương Thường Ninh. Mẹ bà là Thứ Phúc tấn Tấn thị. Công chúa từ nhỏ đã được nuôi dưỡng trong cung, từng được xưng là Đại Công chúa.
Năm Khang Hi thứ 29 (1690), Đại Công chúa được phong Hòa Thạc Thuần Hi Công chúa (和硕纯禧公主), hạ giá Nhất đẳng Thai cát Ban Đệ thuộc Bác Nhĩ Tế Cát Đặc thị của Khoa Nhĩ Thấm. Hồ sơ cung đình đương thời còn xưng bà là Hòa Thạc Thuần Thận Công chúa (和硕纯慎公主) hoặc Khoa Nhĩ Thẩm Ô Lặc Hỉ Tô Công chúa (科尔沁乌勒喜苏公主). Năm thứ 31 (1692), phủ Công chúa bố trí Thị vệ cùng Trưởng sử, án theo quy chế của Bối lặc.
Năm thứ 34 (1695), ngày 10 tháng 2, "Thượng Chi Kiệt đẳng vi cung trung dụng quá thưởng quá vật phẩm đích bản" đã ghi chép lại, vào ngày 22 tháng 12 năm Khang Hi thứ 33 (1694), Khoa Nhĩ Thẩm Ô Lặc Hỉ Tô Công chúa đã đưa tới ngựa cùng lông dê các loại, lại được thưởng 2 nhiễm điêu bì và 2 nhiễm thác bì. Năm thứ 37 (1698), ngày 3 tháng 9, khi Khang Hi Đế tới Thịnh Kinh để tế tổ lần thứ ba, đã trú tại Thuần Hi Công chúa phủ ở Khoa Nhĩ Thẩm. Bà cùng Ngạch phò đã thịnh yến thiết đại Hoàng phụ. Lúc rời đi, Khang Hi Đế đã thưởng cho cả hai bạch kim cùng thải đoạn.
Năm Ung Chính nguyên niên (1723), ngày 25 tháng 2, bà được tấn phong Cố Luân Thuần Hi Công chúa. Năm thứ 2 (1724), con gái thứ năm của Doãn Thì và Dắng thiếp Ngô Nhã thị được gả cho con trai của bà, theo ý định trước đó của Khang Hi Đế mà không được ban thưởng tước vị. Bà liền thượng tấu, khẩn thỉnh Thế Tông ban phẩm cấp cho con dâu. Vốn ưu đãi Mông Cổ, Ung Chính Đế liền ban cho phẩm cấp Huyện quân. Sau khi Ngạch phò Ban Đệ qua đời, bà sống ở Bắc Kinh. Năm Càn Long thứ 6 (1741), ngày 7 tháng 12, bà qua đời, hưởng thọ 71 tuổi.

## Gia đình
Ngạch phò của Công chúa là Ban Đệ (班第) thuộc họ Bác Nhĩ Tế Cát Đặc thị, cháu trai trong họ của Khoa Nhĩ Thấm Quận vương Kỳ Tháp Đặc. Ông được phong tước Nhất đẳng Đài cát, từng trải qua các chức vụ như Nội Đại thần, Đô thống, Hữu dực Tiền phong Thống lĩnh. Ngày 9 tháng 4 năm Ung Chính thứ 4 (1726), Ban Đệ qua đời. Đến tháng 2 năm Càn Long thứ 18 (1753), ông được truy thụy "Cung Cần" (恭勤). Hai người có với nhau một người con trai là Tắc Lăng Nạp Mặc Trát Nhĩ (塞楞纳穆扎尔) thừa tước Nhất đẳng Thai cát, về sau kết hôn với con gái thứ năm của Trực Quận vương Dận Thì.